# Africophilus basilewskyi
Africophilus basilewskyi is een keversoort uit de familie waterroofkevers (Dytiscidae). De wetenschappelijke naam van de soort is voor het eerst geldig gepubliceerd in 1976 door Bilardo.